# Pskov
Pskov (tiếng Nga: Псков, tiếng Latvia: Pleskava, tiếng Estonia: Pihkva, tiếng Litva: Pskovas, tiếng Đức: Pleskau) là một thành phố cổ nằm ở phía tây bắc của Nga, cách khoảng 20 km (12 dặm) về phía đông với biên giới Estonia, trên sông Velikaya. Thành phố Pskov là trung tâm hành chính của tỉnh Pskov. Dân số là 202.780 (điều tra dân số 2002).
Pskov là một trong những thành phố lâu đời nhất ở Nga. Nó từng là thủ đô của Cộng hòa Pskov và là một điểm giao dịch của Liên minh Hanse. Sau đó, nó nằm dưới sự kiểm soát của Đại công quốc Moskva và sau đó là Đế quốc Nga.

## Thành phố kết nghĩa
● Arles, Pháp
● Białystok, Ba Lan
● Daugavpils, Latvia
● Gera, Đức
● Kuopio, Phần Lan
● Neuss, Đức
● Nijmegen, Hà Lan
● Norrtälje, Thụy Điển
● Perth, Scotland, Vương quốc Anh
● Rēzekne, Latvia
● Roanoke, Mỹ
● Tartu, Estonia
● Valmiera, Latvia
● Vitebsk, Belarus
Vào tháng hai năm 2023, Roanoke chính thức dừng kết nghĩa với Pskov vì chiến tranh Nga-Ukraina.

### Khí hậu
| Dữ liệu khí hậu của Pskov               | Dữ liệu khí hậu của Pskov | Dữ liệu khí hậu của Pskov | Dữ liệu khí hậu của Pskov | Dữ liệu khí hậu của Pskov | Dữ liệu khí hậu của Pskov | Dữ liệu khí hậu của Pskov | Dữ liệu khí hậu của Pskov | Dữ liệu khí hậu của Pskov | Dữ liệu khí hậu của Pskov | Dữ liệu khí hậu của Pskov | Dữ liệu khí hậu của Pskov | Dữ liệu khí hậu của Pskov | Dữ liệu khí hậu của Pskov |
| Tháng                                   | 1                         | 2                         | 3                         | 4                         | 5                         | 6                         | 7                         | 8                         | 9                         | 10                        | 11                        | 12                        | Năm                       |
| --------------------------------------- | ------------------------- | ------------------------- | ------------------------- | ------------------------- | ------------------------- | ------------------------- | ------------------------- | ------------------------- | ------------------------- | ------------------------- | ------------------------- | ------------------------- | ------------------------- |
| Cao kỉ lục °C (°F)                      | 11.0 (51.8)               | 11.3 (52.3)               | 18.5 (65.3)               | 27.6 (81.7)               | 32.0 (89.6)               | 33.6 (92.5)               | 35.0 (95.0)               | 34.6 (94.3)               | 30.3 (86.5)               | 22.6 (72.7)               | 14.1 (57.4)               | 12.4 (54.3)               | 35.0 (95.0)               |
| Trung bình ngày tối đa °C (°F)          | −3.0 (26.6)               | −2.3 (27.9)               | 2.9 (37.2)                | 11.3 (52.3)               | 18.0 (64.4)               | 21.3 (70.3)               | 23.6 (74.5)               | 21.8 (71.2)               | 16.0 (60.8)               | 9.2 (48.6)                | 2.5 (36.5)                | −1.0 (30.2)               | 10.0 (50.0)               |
| Trung bình ngày °C (°F)                 | −5.6 (21.9)               | −5.5 (22.1)               | −1.0 (30.2)               | 6.3 (43.3)                | 12.3 (54.1)               | 16.0 (60.8)               | 18.3 (64.9)               | 16.7 (62.1)               | 11.6 (52.9)               | 6.0 (42.8)                | 0.3 (32.5)                | −3.4 (25.9)               | 6.0 (42.8)                |
| Tối thiểu trung bình ngày °C (°F)       | −8.3 (17.1)               | −8.8 (16.2)               | −4.9 (23.2)               | 1.3 (34.3)                | 6.5 (43.7)                | 10.6 (51.1)               | 13.0 (55.4)               | 11.6 (52.9)               | 7.2 (45.0)                | 2.7 (36.9)                | −1.9 (28.6)               | −5.8 (21.6)               | 1.9 (35.4)                |
| Thấp kỉ lục °C (°F)                     | −34.9 (−30.8)             | −35.3 (−31.5)             | −29.0 (−20.2)             | −14.7 (5.5)               | −4.5 (23.9)               | 0.4 (32.7)                | 3.1 (37.6)                | 1.4 (34.5)                | −3.6 (25.5)               | −12.5 (9.5)               | −23.0 (−9.4)              | −28.2 (−18.8)             | −35.3 (−31.5)             |
| Lượng Giáng thủy trung bình mm (inches) | 48.0 (1.89)               | 35.2 (1.39)               | 35.4 (1.39)               | 34.7 (1.37)               | 54.8 (2.16)               | 87.1 (3.43)               | 75.6 (2.98)               | 90.6 (3.57)               | 65.6 (2.58)               | 62.1 (2.44)               | 53.4 (2.10)               | 47.0 (1.85)               | 689.5 (27.15)             |
| Nguồn: Погода, климат - Псков           |                           |                           |                           |                           |                           |                           |                           |                           |                           |                           |                           |                           |                           |